# John Bevan
John David Bevan (* 12. März 1948 in Neath, Glamorgan; † 5. Juni 1986 in Port Talbot, West Glamorgan) war ein walisischer Rugby-Union-Spieler und -trainer. Er spielte als Verbinder.

## Leben
Bevan spielte für den Aberavon RFC und kam 1975 zu seinem Nationalmannschaftsdebüt gegen Frankreich. Im selben Jahr spielte er noch drei weitere Male für Wales, das letzte im Dezember gegen Australien. 1977 wurde er mit auf die Tour der British and Irish Lions nach Neuseeland genommen, obwohl er nicht mehr in der walisischen Nationalmannschaft zum Einsatz kam. Für die Lions bestritt er im Vorfeld der Serie gegen die All Blacks zwölf Spiele gegen regionale Auswahlen.
1982 übernahm Bevan das Amt des Nationaltrainers der Waliser. Aufgrund gesundheitlicher Probleme musste er im November 1985 zurücktreten, wenige Monate später starb er an Krebs.